# Mycetophila digna
Mycetophila digna är en tvåvingeart som beskrevs av Eberhard Plassmann och Vogel 1990. Mycetophila digna ingår i släktet Mycetophila och familjen svampmyggor. Inga underarter finns listade i Catalogue of Life.